# Synagoge (Černovice u Tábora)

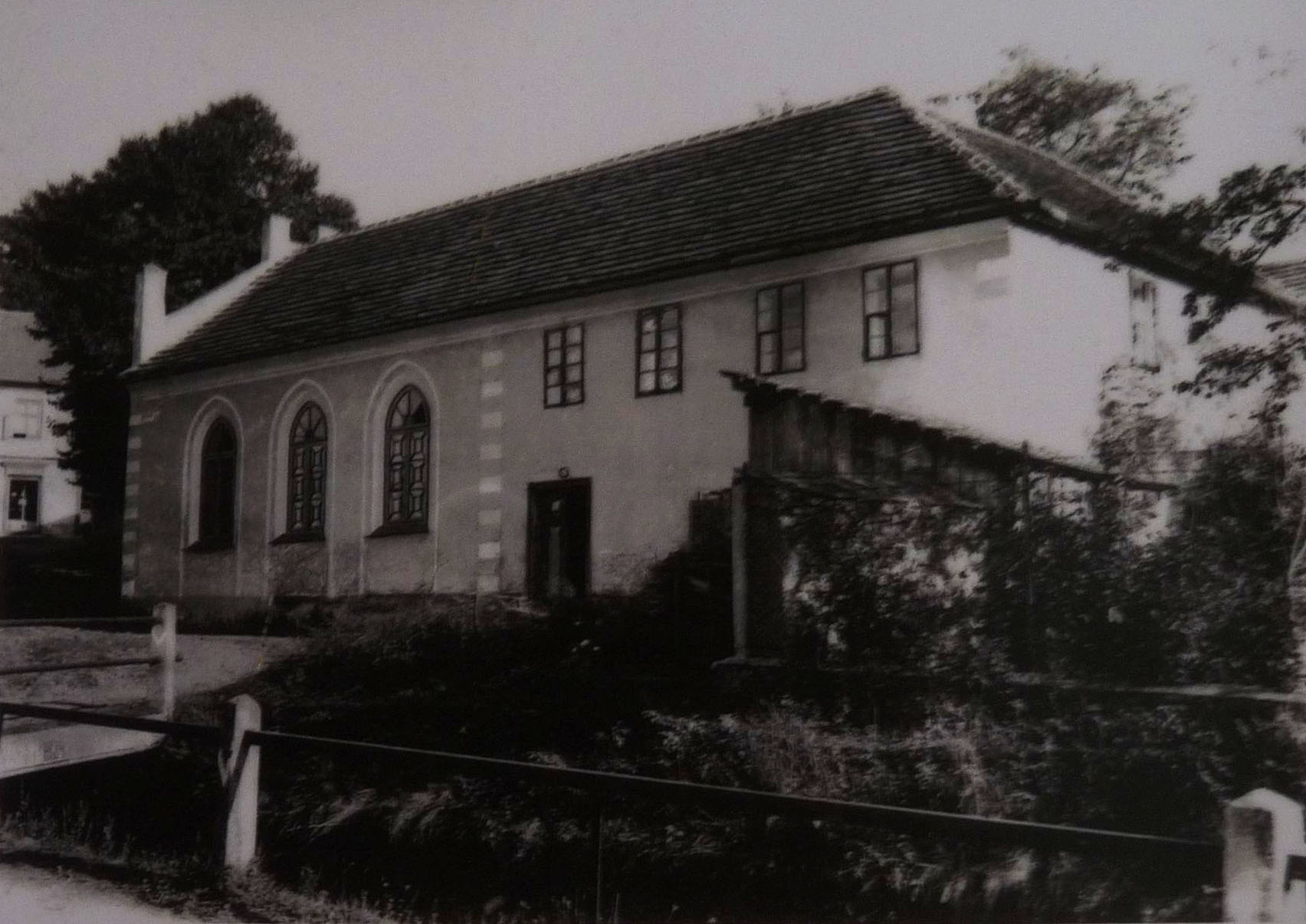
Synagoge in Černovice u Tábora (Aufnahme vor dem Zweiten Weltkrieg)

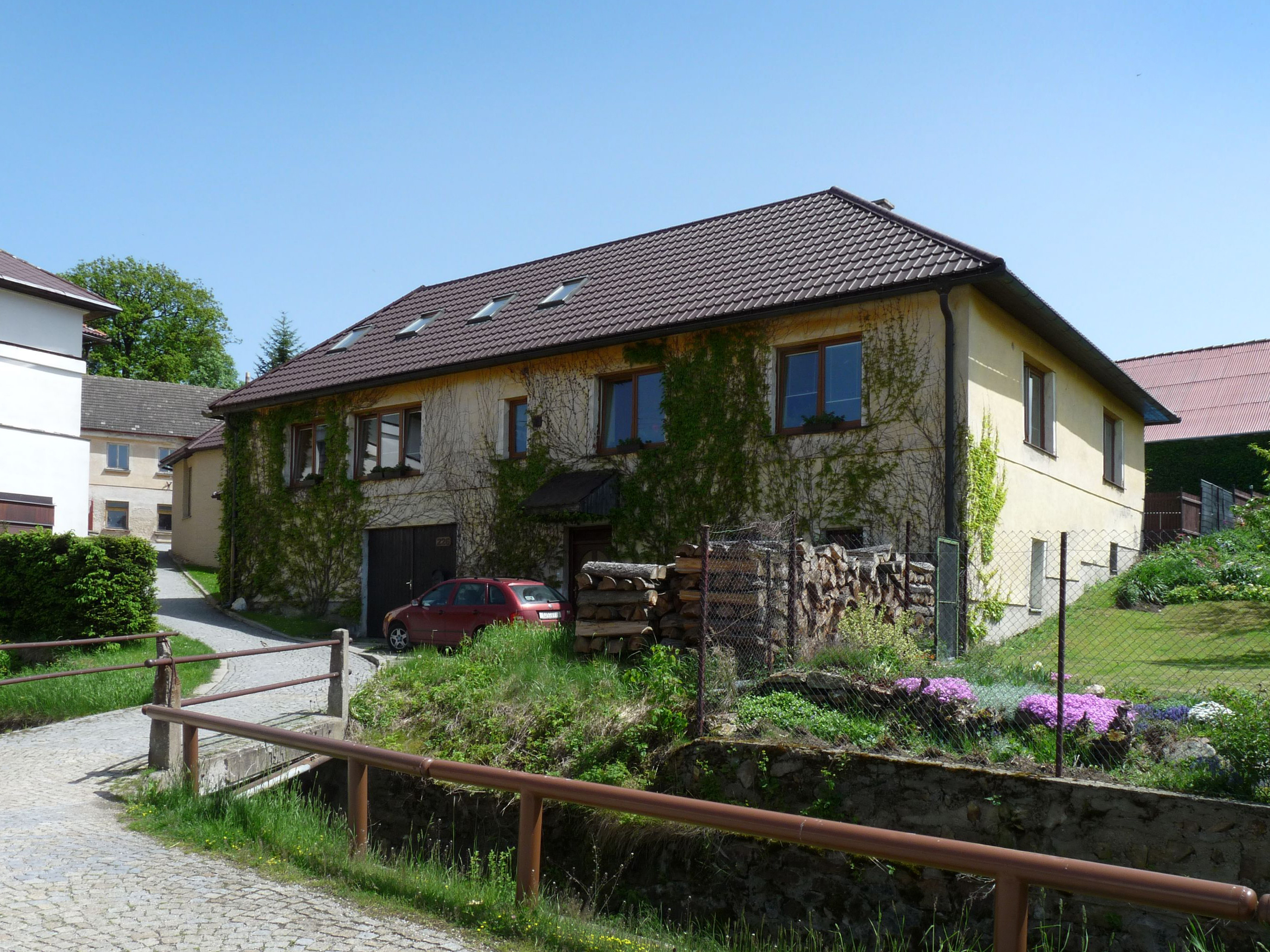
Heutiger Zustand als Wohnhaus

Die Synagoge in Černovice u Tábora (deutsch Cernowitz), einer Stadt im Okres Pelhřimov in Tschechien, wurde im 19. Jahrhundert errichtet. Die profanierte Synagoge wurde zu einem Wohnhaus umgebaut.